# 초지

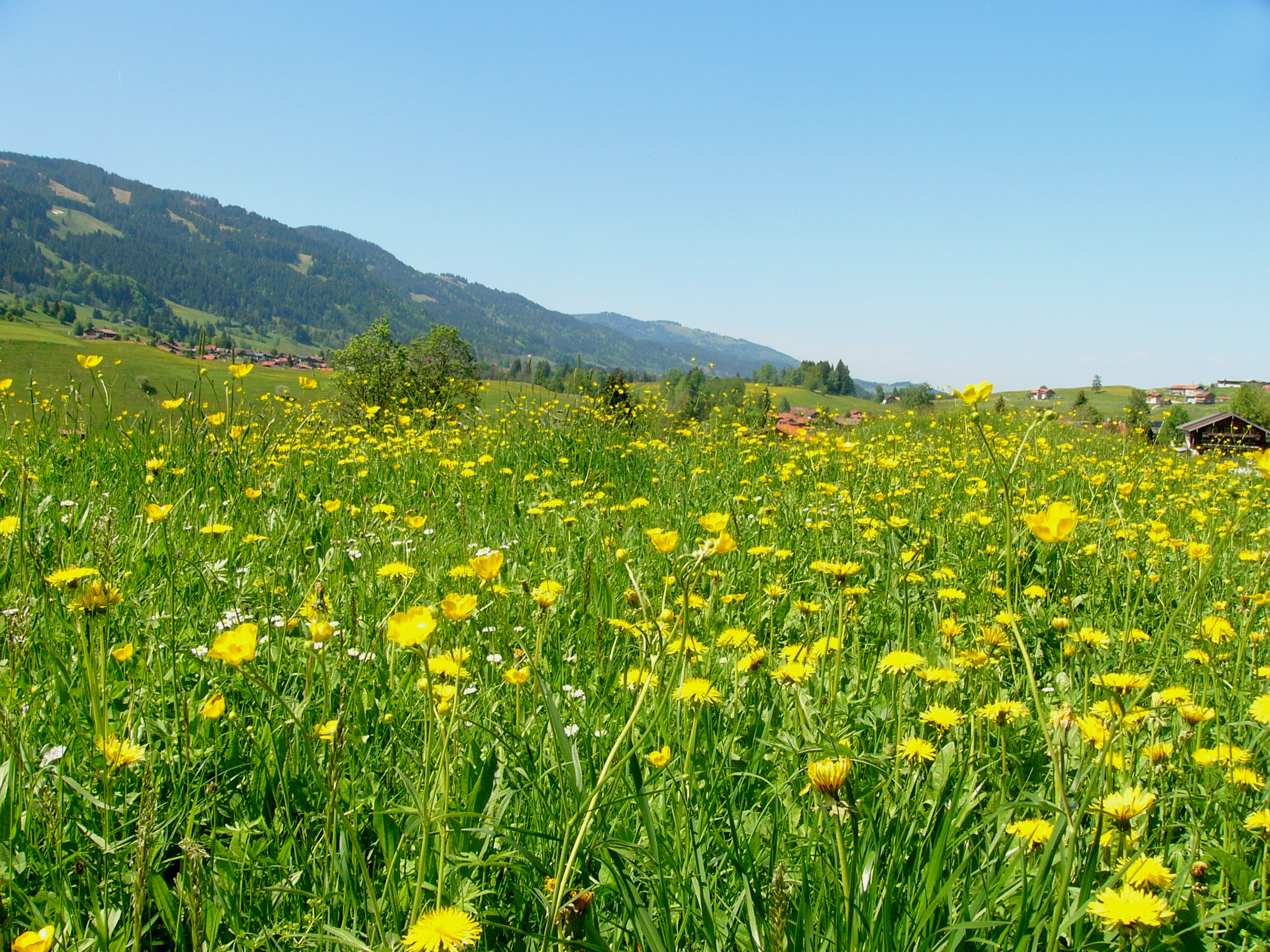

초지(草地, meadow)는 잔디나 푸른 식물을 경작하는 곳이다. 축산을 위한 초지는 목초지라고 한다.
초지는 풀, 허브 및 기타 비목재 식물이 식생하는 열린 서식지 또는 들판이다. 나무나 관목은 개방된 특성을 유지하는 한 초지에 드물게 서식할 수 있다. 초지는 유리한 조건에서 자연적으로 생성될 수 있지만 건초, 사료 또는 가축 생산을 위해 개간된 관목이나 삼림지대에서 인위적으로 생성되는 경우가 많다. 초지 서식지는 전체적으로 "반자연 초지"로 특징지어지며, 이는 주로 인간의 개입이 제한되어 있으며 해당 지역에 자생하는 종들로 구성되어 있음을 의미한다.
초지는 수많은 야생동물을 끌어들이고, 다른 서식지에서는 번성할 수 없는 동식물을 지원한다. 그들은 동물 구애 전시, 둥지, 음식 수집, 곤충 수분, 식물이 충분히 높을 경우 때로는 보호소를 제공하기 때문에 생태학적으로 중요하다. 집약적인 농업 관행(너무 잦은 잔디 깎기, 광물질 비료, 거름 및 살충제 사용)으로 인해 유기체의 풍부함과 종 다양성이 감소할 수 있다. 농업용, 과도기형, 영구형 등 다양한 유형의 초지가 있으며 각각은 생태계에서 독특하고 중요한 부분을 담당한다.
다른 생태계와 마찬가지로 초지는 기후 변화, 특히 강수량과 기상 조건 변화로 인해 증가된 압력(생물 다양성 포함)을 경험하게 된다. 그러나 초지와 초원도 탄소 흡수원으로서 중요한 기후 변화 완화 잠재력을 가지고 있다. 뿌리가 깊은 풀은 토양에 상당한 양의 탄소를 저장한다.

## 같이 보기
- 목초지
- 잔디밭